# 東江縣
东江县是越南广南省下辖的一个县。

## 地理
东江县东北接岘港市和荣县，东南接大禄县，南接南江县，西接西江县，北接顺化市富禄县。

## 历史
2003年6月20日，轩县以巴社、思社、阿丁社、泷崑社、节埃社、达鲁社、扎鸿社、阿瑞社、马圭社、嘎让社和博劳市镇1市镇10社析置东江县。

## 行政区划
東江县下辖1市镇10社，县莅博劳市镇。
- 博劳市镇（Thị trấn Prao）
- 阿瑞社（Xã A Rooi）
- 阿丁社（Xã A Ting）
- 巴社（Xã Ba）
- 节埃社（Xã Jơ Ngây）
- 嘎让社（Xã Ka Dăng）
- 马圭社（Xã Mà Cooih）
- 泷崑社（Xã Sông Kôn）
- 达鲁社（Xã Tà Lu）
- 思社（Xã Tư）
- 扎鸿社（Xã Za Hung）